# Французская Вест-Индская компания
Французская Вест-Индская компания (фр. Compagnie française des Indes occidentales) — французская торговая компания, существовавшая в 1664—1674 годах.
Компания была создана в 1664 году королевским интендантом Жан-Батистом Кольбером чтобы заменить основанную кардиналом Ришельё в 1627 году Компанию Новой Франции, ещё известную как Компания ста акционеров, которая занималась колонизацией Новой Франции. Штаб-квартира компании находилась в недавно основанном нормандском Гавре, её капитал составил 6 миллионов ливров. Компания получила в собственность на 40 лет все французские владения, располагавшиеся на атлантических побережьях Африки и Америки, а также монопольное право торговли с Америкой. Предполагалось, что за счёт доходов от начавшегося производства сахара на Гваделупе компания будет заселять Канаду.
Среди других европейских торговых обществ, основанных в XVII веке, Французская Вест-Индская компания обладала самой крупной территорией деятельности, но при этом была наименее прибыльна среди них.

## Деятельность компании в Америке
В 1665 году компания добилась отправки в Новую Францию полка Кариньяна-Сальера для защиты поселенцев от нападений ирокезов и заселения колонии. В составе этого подразделения находилось 1200 человек, уроженцев провинции Дофине, а также Лигурии, Пьемонта и Савойи. В 1666 году интендант Жан Талон провёл первую перепись населения Новой Франции, установив, что в колонии проживает 3215 человек. Благодаря проводимой политике поощрения браков и стимулирования рождаемости к 1672 году численность населения колонии выросла до 6700 человек.
В 1667 году ирокезские племена мохоков и онайдов согласились заключить мировое соглашение. По мнению историков, «Кольбер требовал проводить политику примирения и объединения с целью фактического смешения рас и культур, однако эта идея встретила сопротивление — франкоканадцы опасались утраты своих привилегий, Церковь посчитала, что верующие переняли достаточно местных обычаев, а король отрицательно относился к тому, что „дикари“ могли стать его полноправными подданными. В итоге 13 ноября 1685 года губернатор маркиз де Денонвиль убедил королевского министра Сеньеле в том, что индейцев невозможно офранцузить».
Представитель руанских купцов Шарль Обер де Ла Шене занимался оптовыми закупками пушнины во французском поселении Тадуссак с 1663 по 1666 год. В 1666 году его назначили главным управляющим компании в Новой Франции. В 1669 году он покинул компанию и стал заниматься лесозаготовками возле озера Сен-Жан, а также производством кирпича; впоследствии он уехал в метрополию и долгое время провёл в Ла-Рошели, установив коммерческие связи с несколькими европейскими странами и став собственником нескольких судов.
Вскоре после возвращения Ла Шене в Канаду Французская Вест-Индская компания была ликвидирована и он приобрёл права на Компанию западного откупа (сроком на 6 лет с 1675 по 1681 год), став таким образом откупщиком налогов. В 1672 году интендант Жан Талон передал Ла Шене и его двум компаньонам сеньорию Персе, где находился рыбацкий порт. 23 декабря 1673 года он также получает сеньорию Ривьер-дю-Лу. Позже Ла Шене смог купить ещё несколько сеньорий, а также долю в других ленных владениях.

## Деятельность компании на Антильских островах
Французские поселенцы на Антильских островах обвиняли компанию в том, что она не поставляет достаточно рабов из Африки, в результате чего французское производство сахара проигрывало британскому (англичане начали в 1670-х годах массовый ввоз рабов на Ямайку).

## Деятельность компании в Африке
Причиной того, что компания привозила мало рабов из Африки, была монополия, приобретённая голландцами у испанцев на поставку рабов в Америку (асиенто). Так как Кольбер в 1660-х годах привлекал голландцев к развитию французской экономики, то он ограничивал французскую деятельность на африканском побережье, дабы не вызвать падения цен на рынке рабов и не разъярить нидерландских торговцев.
Однако в 1669 году Кольбером был разработан секретный план по захвату нидерландских укреплённых постов в Африке. В последующие годы было проведено несколько разведывательных миссий вдоль побережья Африки с целью уточнения положения нидерландских поселений. План, однако, так и не был приведён в действие,

## Ликвидация компании
Разразившаяся в 1672 году Голландская война дезорганизовала деятельность Французской Вест-Индской компании. В декабре 1674 года торговое общество было ликвидировано, а управление заморскими колониями перешло под прямой контроль короля.